# 吉田 (小惑星)
吉田（よしだ、3950 Yoshida）は、小惑星帯にある小惑星である。
1986年2月8日、伊野田繁と浦田武が栃木県烏山町（現・那須烏山市）で発見した。
日本人地理学者の吉田東伍に因んで命名された。